# Music to Be Murdered By
Music To Be Murdered By er det 11. studiealbum af den amerikanske rapper Eminem, og blev udgivet den 17. Januar 2020 af Aftermath Entertainment, Shady Records, Interscope Records og Goliat Records. Albummet blev udgivet uden forudgående annoncering, på samme måde som det foregående album Kamikaze. Albummet er produceret af Dr. Dre, Eminem sammen med yderligere musikproducere, og byder på gæsteoptrædelser fra Black Thought, Q-Tip, Juice Wrld, Ed Sheeran, Young M.A, Skylar Grey, Don Toliver, Anderson .Paak og Royce da 5'9", blandt andre.

## Sporliste
| Nr.           | Titel                                                               | Producer(e)                                            | Længde |
| ------------- | ------------------------------------------------------------------- | ------------------------------------------------------ | ------ |
| 1.            | "Premonition" (Intro)                                               | Dawaun Parker Dr. Dre Eminem Luis Resto Mark Batson    | 2:53   |
| 2.            | "Unaccommodating" (featuring Young M.A)                             | Eminem Tim Suby                                        | 3:36   |
| 3.            | "You Gon' Learn" (featuring Royce da 5'9" og White Gold)            | Eminem Resto Royce da 5'9"                             | 3:54   |
| 4.            | "Alfred" (interlude)                                                | Andre "Briss" Brissett Parker Dr. Dre                  | 0:30   |
| 5.            | "Those Kinda Nights" (featuring Ed Sheeran)                         | Eminem Fred d.a. got that dope for Guaranteed Millions | 2:57   |
| 6.            | "In Too Deep"                                                       | Eminem Suby                                            | 3:14   |
| 7.            | "Godzilla" (featuring Juice Wrld)                                   | Eminem d.a. got that dope for Guaranteed Millions      | 3:30   |
| 8.            | "Darkness"                                                          | Eminem Resto Royce da 5'9"                             | 5:37   |
| 9.            | "Leaving Heaven" (featuring Skylar Grey)                            | Eminem Skylar Grey                                     | 4:25   |
| 10.           | "Yah Yah" (featuring Royce da 5'9", Black Thought, Q-Tip og Denaun) | Mr. Porter                                             | 4:46   |
| 11.           | "Stepdad" (Intro)                                                   | Dr. Dre                                                | 0:15   |
| 12.           | "Stepdad"                                                           | Eminem Resto The Alchemist                             | 3:33   |
| 13.           | "Marsh"                                                             | Eminem Resto                                           | 3:20   |
| 14.           | "Never Love Again"                                                  | Parker Dem Jointz Dr. Dre Eminem Trevor Lawrence Jr.   | 2:57   |
| 15.           | "Little Engine"                                                     | Parker Dr. Dre Erik "Blu2th" Griggs Lawrence           | 2:57   |
| 16.           | "Lock It Up" (featuring Anderson Paak)                              | Parker Dem Jointz Dr. Dre Griggs Lawrence              | 2:50   |
| 17.           | "Farewell"                                                          | Eminem Ricky Racks                                     | 4:07   |
| 18.           | "No Regrets" (featuring Don Toliver)                                | Eminem d.a. got that dope for Guaranteed Millions      | 3:20   |
| 19.           | "I Will" (featuring Kxng Crooked, Royce da 5'9" og Joell Ortiz)     | Eminem Resto                                           | 5:02   |
| 20.           | "Alfred" (Outro)                                                    | Brissett Parker Dr. Dre                                | 0:39   |
| Total længde: | Total længde:                                                       | Total længde:                                          | 64:22  |